# Cultroribula elongata
Cultroribula elongata är en kvalsterart som beskrevs av K. Fujikawa 1972. Cultroribula elongata ingår i släktet Cultroribula och familjen Astegistidae. Inga underarter finns listade i Catalogue of Life.